# 処刑ライダー
『処刑ライダー』（しょけいライダー、原題: The Wraith, 「生霊」の意であり、「レースするレイス」というダブル・ミーニングでもある）は、1986年製作のアメリカのカーアクション、サスペンス映画。

## ストーリー
アリゾナの町ブルックス（架空の町）では、高価な車の持ち主に一方的にイカサマのレースを強要してその車を強奪する手口を繰り返す、パッカードという悪漢が率いる暴走族がのさばっていた。その町ではかつてジェイミーという一人の青年が惨殺される事件が発生していた。
それから暫くして、町にジェイクという旅人がやって来る。同じ頃、パッカード達の前に謎の黒い車、『ターボ・インターセプター』が現れる。パッカードは例によってこのターボを奪おうとレースを挑むが、ターボは得体の知れない妖車であり、狩る側だったはずの手下達は返り討ちに遭い、次々と謎を残した事故死をさせられてしまう。
保安官のルーミスはターボを追跡捜査するが、その捜査の過程でジェイミーを殺した事件の犯人が、彼の恋人であったケリーを付け狙うパッカード達であった事がわかってくる。一方、ケリーとジェイミーの弟ビリーは、旅人のジェイクに亡きジェイミーの面影を見出して戸惑う。
そして八方塞がりに追い詰められたパッカードはターボのほうからレースを挑発され、最期のレースが始まる。

## 撮影場所
ストーリーの設定通りアリゾナ州ツーソン付近で撮影された。警察が仲間に尋問したときの撮影をしたのがデビスモンサン空軍基地である。

## キャスト
チャーリー・シーン：ジェイク・ケイシー
バイクで町にやってきた流れ者。
ニック・カサヴェテス：パッカード・ウォルシュ
暴走族「ロード・パイレーツ」のリーダー。目的のためなら手段を択ばない、狡猾で時に狂気をも纏う危険な男。しかし度胸はある男で、ターボに臆することなく自ら真っ向勝負を挑む。
シェリリン・フェン：ケリー・ジョンソン
ジェイミーの恋人であった人物。自分にしつこく付きまとうパッカードに我慢ならない。
ランディ・クエイド：ルーミス
町の保安官。パッカード達とは腐れ縁。嫌いな食べ物はピクルスだが、ビリーの店でバーガーを頼む際にはピクルスを抜くようとは頼まず、自分の手でピクルスを取り除いている。
マシュー・バリー：ビリー・ハンキンス
バーガーショップを営んでいるジェイミーの弟。ケリーやルーミス同様、パッカードを快く思っていない。
デヴィッド・シェリル：スカンク（モーリス）
モホークが特徴のパッカードの仲間。少し頭が悪く、ガットと共に下っ端。工業油を飲んでハイになるのがお気に入り。
ジェイミー・ボズィアン：ガット
汚れた姿が特徴のパッカードの仲間で、少し頭が悪く、臆病。スカンクの相棒でいつも一緒だった。そして、ターボがアジトに突入してきたときも、一緒に犠牲になった。
グリフィン・オニール：オギー
バンダナが特徴のパッカードの仲間。口より先に手が出る性格で、それが災いしてターボの最初の犠牲になる。彼の遺体は両目が失われている所を除けば傷一つないという状態だった。
クリス・ナッシュ：ミンティー
サングラスが特徴のパッカードの仲間。ナンバー2的存在でもあり、闇取引の管理役でもあり、そしてターボの第二の犠牲者でもあった。
クリント・ハワード：ラグ
パッカードに雇われた使い走りのメカニックで、厳密には彼らの仲間ではない。
一味でただ一人、ジェイミー殺害に関与しなかった。そのためか劇中では最後まで命を狙われることなく生き残り、ルーミスにすべてを自供した。

## 日本語吹替
| 役名       | 俳優                   | 日本語吹替                                                                       | 日本語吹替                                                                  |
| 役名       | 俳優                   | TBS版                                                                            | テレビ朝日版                                                                |
| ---------- | ---------------------- | -------------------------------------------------------------------------------- | --------------------------------------------------------------------------- |
| ジェイク   | チャーリー・シーン     | 池田秀一                                                                         | 山寺宏一                                                                    |
| パッカード | ニック・カサヴェテス   | 大塚芳忠                                                                         | 鈴置洋孝                                                                    |
| ケリー     | シェリリン・フェン     | 井上喜久子                                                                       | 佐々木優子                                                                  |
| ルーミス   | ランディ・クエイド     | 小林修                                                                           | 麦人                                                                        |
| ビリー     | マシュー・バリー       | 松本保典                                                                         | 高木渉                                                                      |
| スカンク   | デヴィッド・シェリル   | 二又一成                                                                         | 千葉繁                                                                      |
| ガット     | ジェイミー・ボズィアン | 亀山助清                                                                         | 桜井敏治                                                                    |
| オギー     | グリフィン・オニール   | 小室正幸                                                                         | 宇垣秀成                                                                    |
| ミンティー | クリス・ナッシュ       | 山口健                                                                           | 飛田展男                                                                    |
| ラグ       | クリント・ハワード     | 茶風林                                                                           | 中博史                                                                      |
| その他     |                        | 徳丸完 島香裕 飯塚昭三 瀬畑奈津子 家中宏 佐々木るん 種田文子 池本小百合 渡辺美佐 | 戸塚孝博 水谷優子 丸山真奈実 沢海陽子 高山みなみ 曽我部和恭 島香裕 伊井篤史 |
|            |                        |                                                                                  |                                                                             |
| 演出       |                        | 清水勝則                                                                         | 蕨南勝之 水本完                                                             |
| 翻訳       |                        | たかしまちせこ                                                                   | 武満眞樹                                                                    |
| 調整       |                        | 金谷和美                                                                         | 桑原邦男                                                                    |
| 効果       |                        | 南部満治 大橋勝次 河合直                                                         | 南部満治                                                                    |
| 制作       |                        | ザック・プロモーション                                                           | ザック・プロモーション                                                      |
| 初回放送   |                        | 1991年3月6日 『水曜ロードショー』                                                | 1992年11月1日 『日曜洋画劇場』 DVD・BD収録                                  |

## 車種
劇中では主にクライスラー社製自動車を中心に使用されている。
ターボ・インターセプターは1984年に発表されたコンセプトカー、ダッジ・M4S。ジェイクが乗るバイクはホンダ・XL350R。
暴走族達の搭乗する車はパッカードがC3コルベット（73年式）、ミンティーがファイヤーバード（77年式、撮影の為ダミーのブロワーを搭載している）、スカンクとガットがプリムス・バラクーダ（66年式）、オギーがデイトナ・ターボZ（初期型）。
ビリーの乗る車はスピットファイア。暴走族に奪われそうになったが、暴走族が突如出現したターボに気をとられた事で危機を免れる。
保安官達のパトロールカーには、プリムス・グランフューリー(82年式)やシボレー・マリブ(80年式)が使用されているが、ルーミスの白い捜査車両と、ターボを直接追跡する2台のパトカーには、共に86年式のダッジ・600ESターボが起用されている。
冒頭でジョージという青年が暴走族に奪われた車はデイトナ。レースシーンでは初期型であったフロントマスクが、略奪後は中期型（リトラクタブルライト）になっている。

## 映像ソフト
2012年3月2日、HDニューマスター版のBlu-ray及びDVDが日本で発売されている(販売元:ハピネット)。